# Sylvanit
Sylvanit (kurz Sylvan), bergmännisch auch als Schrifterz bekannt, ist ein eher selten vorkommendes Mineral aus der Mineralklasse der „Sulfide und Sulfosalze“ mit der idealisierten chemischen Zusammensetzung AuAgTe4 und damit chemisch gesehen ein Gold-Silber-Tellurid, die chemisch mit den Sulfiden verwandt sind.
Sylvanit kristallisiert im monoklinen Kristallsystem und entwickelt stahlgraue bis silber- oder zinnweiße, gelegentlich nach messinggelb übergehende Kristalle mit einem kurzprismatischen bis dicktafeligen Habitus und bis zu einem Zentimeter Größe. Die Oberflächen der vollkommen undurchsichtigen (opaken) Kristalle weisen einen starken metallischen Glanz auf. Auch dendritische, lamellenförmige oder körnige Mineral-Aggregate sind bekannt. 

## Etymologie und Geschichte

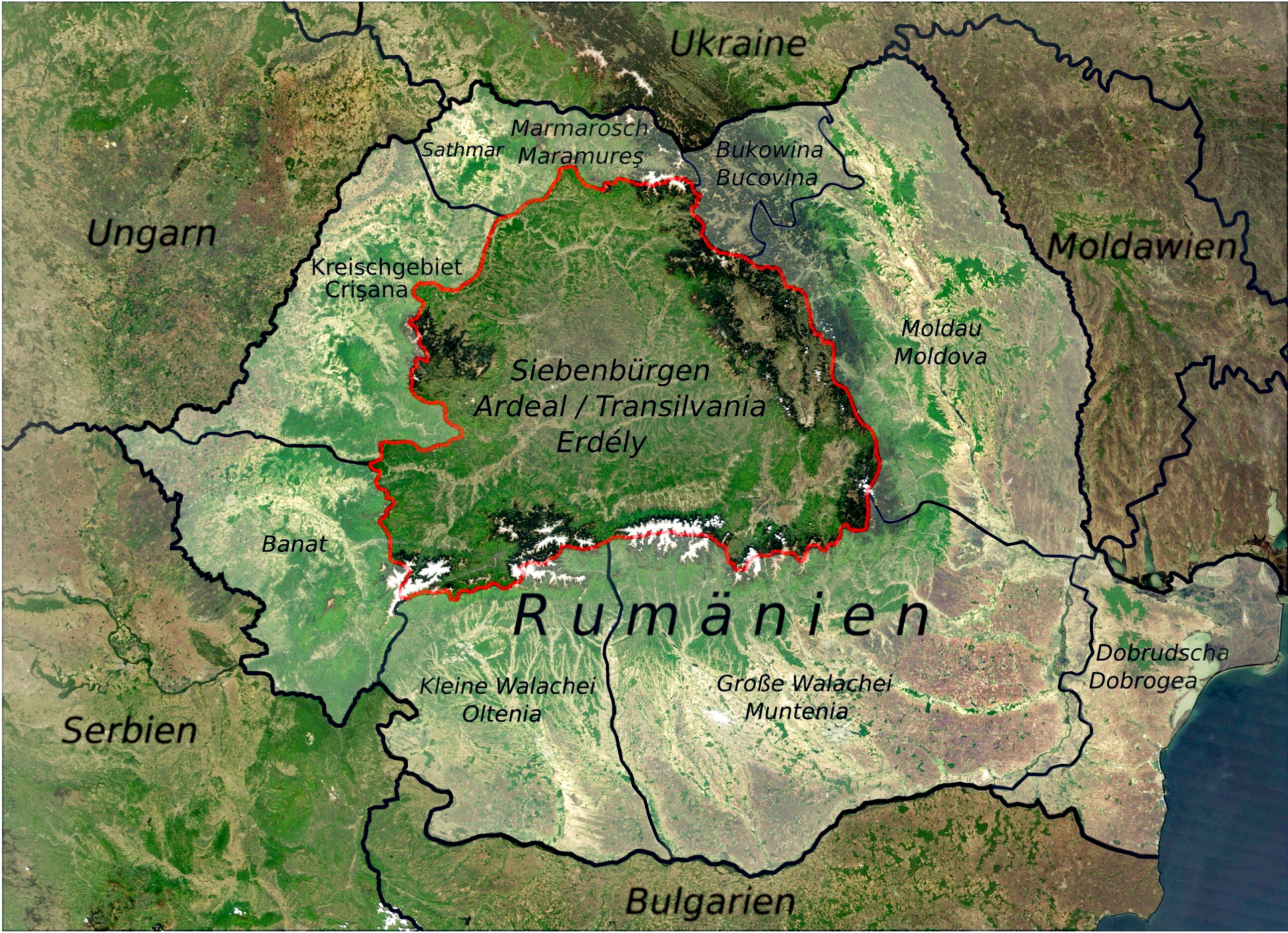
Karte Rumäniens mit Transsylvanien (deutsch Siebenbürgen)

Sylvanit wurde erstmals 1798 in Baia de Arieș gefunden, einer vor der Schließung im Jahr 2004 bedeutenden Gold-Tellur-Lagerstätte in Rumänien. Eine erste Analyse durch Martin Heinrich Klaproth ergab ein Verhältnis von Gold zu Silber zu Tellur von 30:10:60. Abraham Gottlob Werner nannte es „Schrifterz“, da die Anordnung der Kristalle teilweise an Zeichnungen erinnert. Der Name Sylvanit wurde dem Mineral von Louis Albert Necker gegeben, der es nach dem alten Namen Transsylvanien (deutsch Siebenbürgen) der Region benannte, in der Baia de Arieș liegt.
Da der Sylvanit bereits lange vor der Gründung der International Mineralogical Association (IMA) bekannt und als eigenständige Mineralart anerkannt war, wurde dies von ihrer Commission on New Minerals, Nomenclature and Classification (CNMNC) übernommen und bezeichnet den Sylvanit als sogenanntes „grandfathered“ (G) Mineral. Die seit 2021 ebenfalls von der IMA/CNMNC anerkannte Kurzbezeichnung (auch Mineral-Symbol) von Sylvanit lautet „Syv“.
Ein Aufbewahrungsort für das Typmaterial des Minerals ist nicht dokumentiert.

## Klassifikation
Bereits in der veralteten 8. Auflage der Mineralsystematik nach Strunz gehörte der Sylvanit zur Mineralklasse der „Sulfide und Sulfosalze“ und dort zur Abteilung der „Sulfide mit M : S < 1 : 1“, wo er zusammen mit Calaverit, Kostovit, Krennerit, Montbrayit und Nagyágit die Gruppe der „Gold-Silber-Telluride“ mit der Systemnummer II/C.04 bildete.
Im zuletzt 2018 überarbeiteten und aktualisierten Lapis-Mineralienverzeichnis nach Stefan Weiß, das sich im Aufbau noch nach dieser alten Form der Systematik von Karl Hugo Strunz richtet, erhielt das Mineral die System- und Mineralnummer II/D.16-020. In der „Lapis-Systematik“ entspricht dies ebenfalls der Abteilung „Sulfide mit Metall : S,Se,Te < 1 : 1“, wo Sylvanit zusammen mit Calaverit, Honeait, Kostovit und Krennerit eine unbenannte Gruppe mit der Systemnummer II/D.16 bildet.
Die von der International Mineralogical Association (IMA) zuletzt 2009 aktualisierte 9. Auflage der Strunz’schen Mineralsystematik ordnet den Sylvanit dagegen in die Abteilung der „Metallsulfide mit M : S ≤ 1 : 2“ ein. Diese ist zudem weiter unterteilt nach dem genauen Stoffmengenverhältnis und den in der Verbindung vorherrschenden Metallen, so dass das Mineral entsprechend seiner Zusammensetzung in der Unterabteilung „M : S = 1 : 2; mit Cu, Ag, Au“ zu finden ist, wo es als einziges Mitglied die unbenannte Gruppe 2.EA.05 bildet.
In der vorwiegend im englischen Sprachraum gebräuchlichen Systematik der Minerale nach Dana hat Sylvanit die System- und Mineralnummer 02.12.13.03. Dies entspricht ebenfalls der Klasse der „Sulfide und Sulfosalze“ und dort in die Abteilung der „Sulfidminerale“. Hier ist er zusammen mit Calaverit, Kostovit und Krennerit in der „Krenneritgruppe“ mit der System-Nr. 02.12.13 innerhalb der Unterabteilung „Sulfide – einschließlich Seleniden und Telluriden – mit der Zusammensetzung AmBnXp, mit (m+n) : p = 1 : 2“ zu finden.

## Chemismus
In der (theoretisch) idealen Zusammensetzung von Sylvanit (AuAgTe4) besteht das Mineral aus Gold (Au), Silber (Ag) und Tellur (Te) mit dem Stoffmengenverhältnis von 1 : 1 : 4. Dies entspricht einem Massenanteil (Gewichtsprozent) von 24,16 Gew.-% Au, 13,23 Gew.-% Ag und 62,61 Gew.-% Te.
Bei natürlich vorkommenden Sylvaniten schwanken die Massenanteile der drei Metalle aufgrund ihrer chemischen Ähnlichkeit allerdings häufig. Allgemein ist ein Überschuss an Gold festzustellen, wobei dies vermutlich auf eine Bildung bei Temperaturen von über 200 °C zurückgeht. Zudem sorgen Fremdatome für weitere Abweichungen von der Idealformel. So wurde unter anderem bei Sylvanitproben aus Cripple Creek (Colorado), USA eine durchschnittliche Zusammensetzung von 25,45 Gew.-% Au, 13,94 Gew.-% Ag und 60,61 Gew.-% Te gemessen. Bei Sylvaniten aus Kalgoorlie-Boulder in Australien fanden sich neben den abweichenden Anteilen von 29,85 Gew.-% Au, 9,18 Gew.-% Ag und 60,45 Gew.-% Te zusätzlich 0,15 Gew.-% Kupfer (Cu) und 0,10 Gew.-% Nickel (Ni).

## Kristallstruktur
Sylvanit kristallisiert im monoklinen Kristallsystem in der Raumgruppe P2/c (Raumgruppen-Nr. 13) mit den Gitterparametern a = 8,95 Å; b = 4,48 Å, c = 14,62 Å und β = 145,3° sowie zwei Formeleinheiten pro Elementarzelle.
Die lamellare Zwillingsbildung ist im Gefügeschliffbild bei positiver Ätzung meist sehr deutlich erkennbar. Als Besonderheit kann eingelagert im Inneren von Sylvanitkriställchen oft skelettförmig gewachsenes, gediegen Gold gefunden werden.

## Eigenschaften
Sylvanit ist eines der wenigen Minerale, in denen Gold natürlich in Form einer Verbindung vorkommt. Dies liegt daran, dass das Edelmetall Gold nur mit dem seltenen Halbmetall Tellur stabile Verbindungen bildet, während andere Goldverbindungen sich leicht unter Bildung elementaren Goldes zersetzen.
Sylvanit schmilzt leicht vor dem Lötrohr. Dabei tritt weißer Rauch auf und es bilden sich zunächst grau-metallische Kügelchen. Nach längerer Zeit bildet sich schließlich eine glänzende und verformbare Perle.
Das Mineral scheidet in Salpetersäure Gold und in Königswasser Silberchlorid (Chlorsilber) ab.

## Bildung und Fundorte

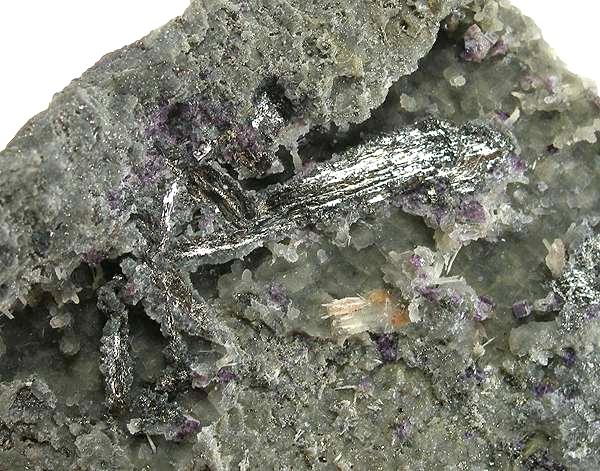
Sylvanit und violetter Fluorit

Das Mineral bildet sich meist bei niedriger Temperatur unter hydrothermalen Bedingungen. Es zählt zu den letzten gebildeten Mineralen. Sylvanit ist vergesellschaftet mit Gold, Calaverit, Krennerit, Altait, Hessit, Petzit, Akanthit, Pyrit, Galenit, Sphalerit, Chalkopyrit, Quarz und Fluorit. 
Als eher seltene Mineralbildung kann Sylvanit an verschiedenen Fundorten zum Teil zwar reichlich vorhanden sein, insgesamt ist er aber wenig verbreitet. Weltweit sind bisher rund 400 Vorkommen dokumentiert.
Sylvanit findet sich in kleineren Mengen in vielen Gold-Silber-Vorkommen, größere, wirtschaftlich abbaubare Vorkommen sind jedoch selten. Zu den Fundorten zählen unter anderem Baia de Arieș, Sǎcǎrîmbu und Facebanya in Rumänien, Glava in Schweden, dem südlichen Ural in Russland, Porcupine in Kanada, verschiedenen Minen in den Vereinigten Staaten etwa in Cripple Creek oder Gold Hill, Sonora, Mexiko, Kalgoorlie in Australien, Negros Occidental auf den Philippinen, Guyana und die Fidschi-Inseln.

## Verwendung
Größere Vorkommen an Sylvanit werden als Rohstoff für die Gewinnung von Gold und Tellur abgebaut.